# Леводопа
Леводопа — лекарственное, противопаркинсоническое средство. 

## Общая информация
Дигидроксифенилаланин (ДОФА, дофа, допа) — это биогенное вещество, образующееся в организме из тирозина и являющееся предшественником дофамина, который в свою очередь является предшественником норадреналина.
В связи с тем, что при паркинсонизме понижено содержание дофамина в базальных ганглиях мозга, для лечения этого заболевания целесообразно применение веществ, повышающих содержание этого амина в ЦНС. Сам дофамин не может быть использован для этой цели, так как он плохо проникает через гематоэнцефалический барьер. Оказалось, что вместо дофамина может быть применён его предшественник — диоксифенилаланин (дофа), который при пероральном введении всасывается, проникает в ЦНС, подвергается декарбоксилированию, превращается в дофамин и, пополняя его запасы в базальных ганглиях, стимулирует дофаминовые рецепторы[какие?] и обеспечивает при паркинсонизме лечебный эффект.
В качестве лекарственного препарата применяется синтетический левовращающий изомер диоксифенилаланина — L-дофа, который значительно более активен, чем правовращающий изомер.

## Фармакологическое действие
Устраняет гипокинезию, ригидность, тремор, дисфагию, слюнотечение. Большая часть превращается в дофамин в периферических тканях; образовавшийся здесь дофамин не участвует в реализации противопаркинсонического эффекта леводопы (не проникает в ЦНС) и ответствен за большинство её побочных эффектов. В связи с этим леводопу целесообразно комбинировать с ингибиторами периферической дофа-декарбоксилазы (карбидопа, бенсеразид), что позволяет существенно снизить дозу леводопы и выраженность побочных эффектов. Для уменьшения декарбоксилирования леводопа применяется с ингибиторами дофа-декарбоксилазы (см. Наком, Мадопар). Терапевтический эффект отмечается через 6-8 дней, а максимальный — через 25-30 сут. Установлено, что лечебный эффект достигается у 50—60 % больных. У остальных эффект мало выражен, доза препарата не может быть увеличена из-за побочных явлений.

## Фармакокинетика
При приеме внутрь быстро всасывается из желудочно-кишечного тракта, абсорбция — 20-30 % дозы (зависит от скорости эвакуации содержимого желудка и от pH в нем). Наличие пищи в желудке замедляет всасывание. Некоторые аминокислоты пищи могут конкурировать с леводопой за абсорбцию из кишечника и транспорт через ГЭБ. При пероральном приеме TCmax — 1-2 ч. В большом количестве определяется в тонкой кишке, печени и почках, только около 1-3 % проникает в головной мозг. Метаболизируется во всех тканях, в основном путём декарбоксилирования с образованием дофамина, который не проникает через ГЭБ. Период полувыведения — 3 ч. Выводится почками в виде метаболитов (дофамин, норэпинефрин, эпинефрин) — около 75 % в течение 8 ч, через кишечник — 35 % в течение 7 ч.

## Показания
Болезнь Паркинсона, синдром паркинсонизма (за исключением вызванного антипсихотическими лекарственными средствами).
Имеются указания на эффективность препарата при наследственных экстрапирамидных заболеваниях, характеризующихся акинеторигидным синдромом. Обнаружена также эффективность леводопы при лечении деформирующей мышечной дистонии. Имеются данные о лечении леводопой реактивных ступорозных состояний (особенно у больных с пониженной экскрецией дофамина).

## Противопоказания
Противопоказан при выраженном атеросклерозе, гипертонической болезни со значительным повышением артериального давления, при некомпенсированных эндокринных, почечных, печёночных, сердечно-сосудистых, лёгочных заболеваниях, узкоугольной глаукоме (при широкоугольной глаукоме лечение проводится под тщательным контролем внутриглазного давления и при продолжающейся антиглаукоматозной терапии), при заболеваниях крови, меланоме, а также при индивидуально повышенной чувствительности к препарату. Леводопа и содержащие леводопу препараты не рекомендуется назначать беременным, кормящим матерям и детям в возрасте до 12 лет.

### С осторожностью
Следует назначать леводопу больным с бронхиальной астмой, эмфиземой, больным с активной язвой желудка, при психозах и психоневрозах, больным, перенёсшим в прошлом инфаркт миокарда.

## Режим дозирования
Внутрь. Лечение начинают с малых доз, постепенно повышая их до оптимальной для каждого больного. Начальная доза — 0.25-1 г в 2-3 приема. Дозу постепенно увеличивают на 0.125-0.75 г каждые 2-3 дня в зависимости от переносимости и до достижения оптимального терапевтического эффекта. Максимальная суточная доза — 8 г. Отмену проводят постепенно. Препарат принимают во время еды или с небольшим количеством жидкости, капсулы проглатывают целиком. Для получения наилучшего терапевтического эффекта при наименьших побочных явлениях доза препарата должна подбираться индивидуально, начиная с относительно малой дозы с постепенным её увеличением.
Необходимо тщательно следить за состоянием больного, особенно в начале лечения. 

Леводопу можно назначать одновременно с холинолитическими препаратами. Комбинированное применение холинолитиков с леводопой эффективно при ригиднобрадикинетической и дрожательной формах сосудистого паркинсонизма. Можно также комбинировать применение леводопы и мидантана.

## Особые указания
При прекращении приёма леводопы явления паркинсонизма обычно возобновляются, а при быстрой отмене препарата после длительной терапии могут резко усилиться симптомы заболевания. 

Ранее указывалось, что применение леводопы противопоказано при одновременном назначении ингибиторов моно-аминоксидазы (МАО). В настоящее время это положение уточняется. Препарат не следует применять совместно с необратимыми ингибиторами МАО типа А (см. Ниаламид). В случае предшествовавшего назначения необратимых ингибиторов МАО их приём должен быть прекращен не менее чем за 14 дней до начала приёма леводопы. Вместе с тем в последнее время предложены для усиления действия леводопы ингибиторы МАО типа Б (см. Депренил). 

В случае необходимости проведения общей анестезии следует за 24 часа прекратить приём леводопы. 

В процессе лечения необходимо периодически проводить анализы крови, проверять функцию печени и почек. 

При сильно выраженных побочных явлениях необходимо прекратить приём препарата.

## Побочные эффекты

### Со стороны пищеварительной системы
Снижение аппетита, тошнота, рвота, запоры, дисфагия, изъязвление слизистой оболочки желудочно-кишечного тракта, гастралгия, желудочно-кишечное кровотечение (у больных язвенной болезнью в анамнезе).

### Со стороны нервной системы
Сонливость или бессонница, тревожность, головокружение, параноидные состояния, гипомания (при повышенном сексуальном влечении и антисоциальном поведении), эйфория, депрессия, деменция, атаксия, судороги, спастическая кривошея, дискинезия, хореиформные, дистонические и др. неконтролируемые движения.

### Со стороны сердечно-сосудистой системы
Снижение артериального давления, ортостатический коллапс, аритмии, тахикардия.

### Со стороны органов кроветворения
Лейкопения, тромбоцитопения.

### Прочие
Полиурия; редко — диплопия.

## Взаимодействие
При одновременном применении леводопы с бета-адреностимуляторами, дитилином и лекарственными средствами для ингаляционной анестезии возможно увеличение риска развития нарушений сердечного ритма; с трициклическими антидепрессантами — уменьшение биодоступности леводопы. С диазепамом, клозепином, фенитоином, клофелином, м-холиноблокаторами, антипсихотическими лекарственными средствами (нейролептиками) — производными бутирофенона, дифенилбутилпиперидина, тиоксантена, фенотиазина; пиридоксином, папаверином и резерпином возможно уменьшение противопаркинсонического действия. С препаратами Li+ повышается риск развития дискинезий и галлюцинаций; с метилдопой — усугубление побочного действия. При одновременном применении леводопы с ингибиторами МАО (за исключением ингибиторов МАО-В) возможны нарушения кровообращения (прием ингибиторов МАО должен быть прекращен за 2 нед). Это связано с накоплением под влиянием леводопы допамина и норэпинефрина, инактивация которых тормозится ингибиторами МАО, и высокой вероятностью развития возбуждения, повышения артериального давления, тахикардии, покраснения лица и головокружения. У пациентов, получающих леводопу, при применении тубокурарина повышается риск выраженного снижения артериального давления.

## Физические свойства
Белый кристаллический порошок, мало растворим в воде, нерастворим в спирте.

## Форма выпуска
Капсулы и таблетки по 0,25 и 0,5 г в упаковках по 100 и 1000 штук.

## Хранение в сухом месте в дали от детей
Хранение: список Б.